# BMW・Fシリーズ
BMW・FシリーズはBMWが製造販売しているオートバイの車種である。エンジンはロータックスとの共同開発、組み立てはアプリリアが行なった。
エンジンは水冷、DOHC。単気筒と並列2気筒のモデルが存在する。

## モデル一覧

### F650シリーズ
- F650（1994年発売） - デュアルパーパスモデル。「ファンデューロ」というサブネームがあった。オプションでキャタライザーを装備できた。ボアφ100mm、ストローク83mmの652cc単気筒。48馬力/6500rpm、57Nm/5200rpm。フロントタイヤは19in、リアサスペンションストロークは165mm。
- F650ST（1994年発売） - キャタライザーを標準装備、フロントタイヤを18inに小径化、ハンドルバー40mm短縮、リアサスペンションストロークを120mmに短縮、シート高を25mm低くするなどオンロード寄りのモデル。
- F650GS（2004年発売） - インジェクションを装備する等エンジン以外はすべて新設計となっている。前輪21inの、よりオフロード向けのダカールと呼ばれる特別仕様車もある。2008年モデルからはエンジンが並列2気筒798ccに置換されたが名前はそのままである。
- F650CS （2002年発売）- 前後17in、ベルトドライブを採用したオンロード向けのモデル。「スカーバー」というサブネームがあった。ガソリンタンクをシート下に配置し、通常のガソリンタンクの部分が「スタッフ・ベイ」と呼ばれる多目的スペースとなっていた。多目的スペースは、ヘルメット置き場になるほか、専用のショルダーバックやオーディオキットなどがオプションとして用意されていた。2006年販売終了。

### F800シリーズ
クランクシャフトには振動解消のためにバランサーが装備されており、360度クランクの並列2気筒でありながら高回転は非常にスムーズに回る。ボアφ82mm、ストローク75.6mmの798cc並列2気筒。89馬力/8000rpm、86Nm/5800rpm（2013年 F800GT）。シャーシはねじれ剛性の高い押し出し成形の溶接アルミフレームに重量と寸法を最適化された片持ち式スイングアームサスペンション、一般的なテレスコピック・フォーク式フロント・サスペンションを踏襲。SとSTはF650より幅広なベルトドライブを使用しており、1000km走行後の初回ベルト点検後10,000kmごとの定期点検でベルトの張りを確認するだけで良いという高い信頼性を持つ。軽量な車体と相まって軽快な操縦性が特徴。軽量化された最新の2チャンネルABSを装備。
- F800GT（2013年発売） - スポーツツアラー。
- F800S（2006年発売） - スポーツモデル。
- F800ST（2006年発売） - スポーツツアラー。
- F800GS（2006年発売） - オフロードモデル。
- F800R（2006年発売） - ネイキッドモデル。